# Ogólnorosyjski Rząd Tymczasowy
Ogólnorosyjski Rząd Tymczasowy (Dyrektoriat Ufijski) (ros. Временное Всероссийское правительство) – rząd tymczasowy powołany w czasie wojny domowej w Rosji 23 września 1918 w Ufie, przez przeciwników bolszewików.

## Historia
Powstał w wyniku podporządkowania mu Komucza, Tymczasowego Rządu Syberyjskiego i innych rządów regionalnych. Rząd ten ogłoszono jedyną legalną władzą w całej Rosji.
W swoim ostatecznym kształcie Dyrektoriat z siedzibą w Omsku składał się z pięciu członków, pod przewodnictwem prawicowego eserowca Nikołaja Awksientjewa. Pozostałymi członkami byli Władimir Zienzinow, również eserowiec, Piotr Wołogodski, reprezentujący rząd syberyjski, przedstawiciel Związku Odrodzenia Rosji generał Wasilij Bołdyriew i kadet Władimir Winogradow. 4 listopada 1918 Dyrektoriat powołał 14-osobowy gabinet pod przewodnictwem Piotra Wołogodskiego. Ministrem wojny w tym rządzie został, pod presją Wasilija Bołdyriewa, admirał Aleksandr Kołczak. Było to stanowisko w dużej mierze honorowe. Program Dyrektoriatu przewidywał ponowne zjednoczenie ziem rosyjskich oraz walkę z rządem sowieckim i Niemcami. Rządu tego nie uznał i nie podporządkował się mu gen. Anton Denikin. 
14 września 1918 rząd Wielkiej Brytanii uznał Ogólnorosyjski Rząd Tymczasowy, jednak stosowna uchwała dotarła do Omska już po jego upadku, który nastąpił 17 listopada 1918 r. wskutek zamachu stanu, który wyniósł do władzy admirała Aleksandra Kołczaka. 